# Linton Kwesi Johnson

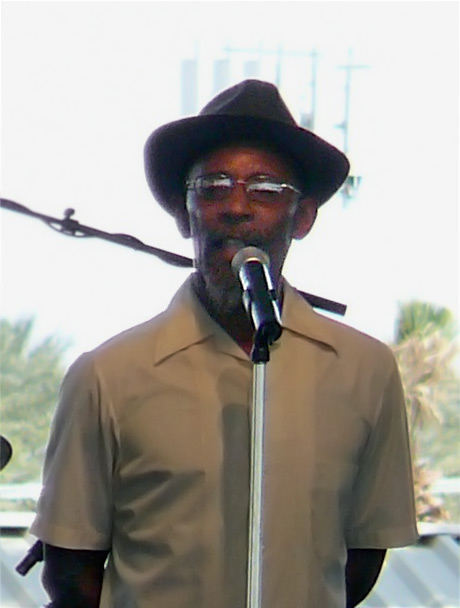
Linton Kwesi Johnson no Coachella Valley Music and Arts Festival 2008

Linton Kwesi Johnson (aka LKJ) (nascido em 24 de Agosto de 1952, Chapelton, Jamaica) é um poeta britânico do Dub. Tornou-se o segundo poeta vivo, e o único poeta negro a ser publicado no Penguin Classics series. Sua poesia envolve a recitação de seu próprio verso no Patois Jamaicano sobre o dub-reggae, escrita geralmente em colaboração com o ilustre produtor/artista britânico do reggae Dennis Bovell.
Johnson atendeu ao Goldsmiths College em New Cross, Londres, que prende atualmente seus papéis pessoais em seus arquivos; em 2004 tornou-se num Honorary Visiting Professor da Universidade de Middlesex em Londres. Em 2005, foi concedida uma medalha de prata de Musgrave do Instituto da Jamaica para distinta eminência no campo da poesia.
Quando ainda na escola se juntou ao Movimento Britânico da Pantera Preta, ajudou a organizar uma oficina de poesia dentro do movimento e desenvolveu seu trabalho com Rasta Love, um grupo de poetas e bateristas.

## Poesia

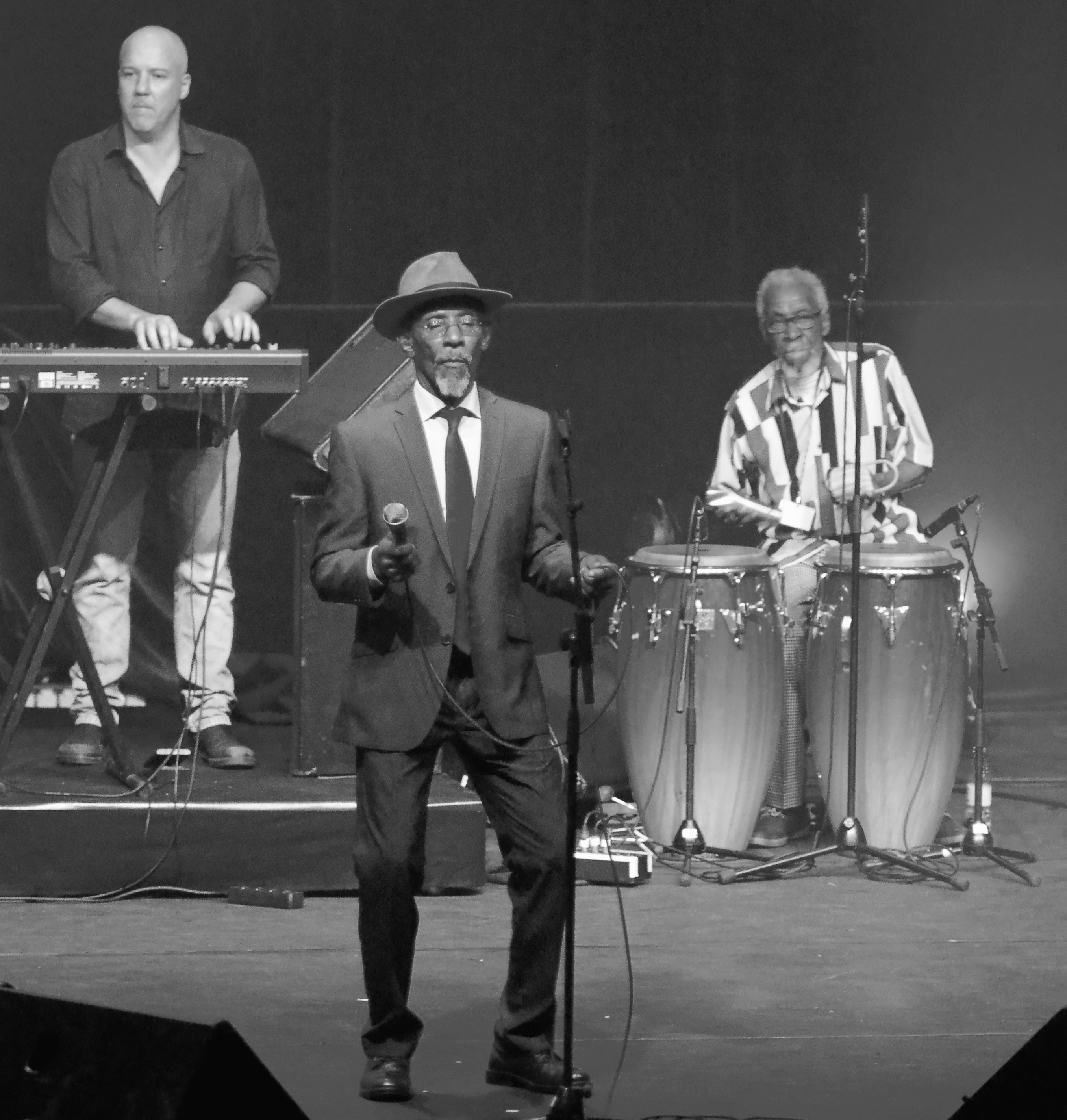
Linton Kwesi Johnson in concert in Brussels October 28 2017

A maioria das poesias de Johnson é política, tratando principalmente as experiências de estar numa Comunidade Africana-Cararibenha na Grâ Bretanha, "A escrita era um ato político e a poesia era arma cultural...", disse a um entrevistador em 2008. Entretanto, igualmente escreveu sobre outras edições, tais como a política estrangeira britânica ou a morte do manifestante anti-racista Blair Peach. Seus poemas mais comemorados foram escritos durante o governo do primeiro-ministro do Reino Unido Margaret Thatcher. Os poemas contêm clientes gráficos da alegada polícia racista brutalidade que ocorre naquele tempo (Cf. Sonny' s Lettah). A poesia de Johnson faz o uso inteligente da transcrição do Patois jamaicano.
Os poemas de Johnson publicaram-se primeiramente no jornal Race Today, que publicou sua primeira coleção da poesia, Voices of the Living and the Dead, em 1974. Dread Beat An' Blood, sua segunda coleção, foi publicada em 1975 por Bogle-L'Ouverture.
Uma coleção de seus poemas foi publicada como MI Revalueshanary Fren por Penguin Modern Classics. Johnson é um dos três únicos poetas a ser publicados por Penguin Modern Classics quando ainda vivo.

## Música

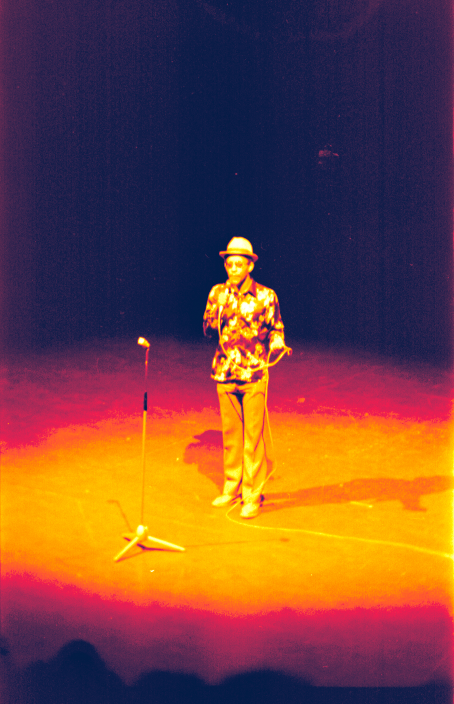
LKJ, Cardiff 1980

Os álbuns mais conhecidos de Johnson incluem Dread Beat an' Blood, Forces of Victory, Bass Culture e Making History. Através destes álbuns, são espalhados clássicos da escola de poesia dub - e, certamente, do próprio reggae - tal como Dread Beat An' Blood, Sonny's Lettah, Inglan Is A Bitch, Independent Intavenshan e All Wi Doin Is Defendin. Seu poema Di Great Insohreckshan é sua resposta aos motins de 1981 em Brixton. O trabalho era o assunto de um programa de rádio 4 da BBC em 2007.
O trabalho de Johnson, aliado a tradição jamaicana "toasting", é considerada como um precursor essencial do rap.
Os registros da gravadora LKJ Records de Johnson são lar de outros artistas de reggae, alguns que fizeram As Bandas Dub, com quem Johnson gravou na maior parte, e outros poetas do Dub, tais como Jean "Binta" Breeze.

## Discografia
- Live in Paris with the Dennis Bovell Dub Band - Wrasse, 2004 (DVD).
- Live in Paris - Wrasse, 2004.
- Straight to Inglan's Head - Universal, 2003.
- LKJ in Dub: Volume 3 - LKJ Records, 2002.
- Independent Intavenshan  - Island, 1998 (Compilação).
- More Time - LKJ Records, 1999.
- LKJ A Cappella Live - LKJ Records, 1996.
- LKJ Presents - LKJ Records, 1996.
- LKJ in Dub: Volume 2 - LKJ Records, 1992.
- Tings An' Times - LKJ Records, 1991.
- Dub Poetry - Mango, 1985 (Compilação).
- LKJ Live in Concert with the Dub Band - LKJ Records, 1985.
- Reggae Greats - Mango, 1984.
- Making History - Island, 1983.
- LKJ in Dub - Island, 1980.
- The Best of Linton Kwesi Johnson - Epic, 1980 (Compilação).
- Bass Culture - Island, 1980.
- Forces of Victory - Island, 1979.
- Dread Beat an' Blood - Virgin, 1978. (Como Poet And The Roots.)

## Referencias
1. ↑  http://www.meppublishers.com/online/caribbean-beat/archive/index.php?id=cb62-1-68
2. ↑  Forbes; Peter (2002). «comtemporarywriters.com». Linton Kwesi Johnson. Consultado em 13 de maio de 2009. Arquivado do original em 13 de maio de 2009
3. ↑  Wroe, Nicholas (8 de março de 2008). «The Guardian» (em inglês). Consultado em 13 de maio de 2009. Cópia arquivada em 13 de maio de 2009